# Stenocrates agricola
Stenocrates agricola är en skalbaggsart som beskrevs av Roger Paul Dechambre och Hardy 2004. Stenocrates agricola ingår i släktet Stenocrates och familjen Dynastidae. Inga underarter finns listade i Catalogue of Life.